# Rhipidocephala flavipes
Rhipidocephala flavipes là một loài ruồi trong họ Asilidae. Rhipidocephala flavipes được Hermann miêu tả năm 1926. Loài này phân bố ở vùng nhiệt đới châu Phi.